# 瑪麗·格魯森坎普·佩雷斯
克里斯蒂娜·玛丽·格鲁森坎普·佩雷斯（英語：Kristina Marie Gluesenkamp Pérez，1988年6月4日—），是一位美國政治人物和女商人，民主黨黨籍，現為代表華盛頓州第三國會選區聯邦眾議員。

## 外部連結
- Congresswoman Marie Gluesenkamp Perez （页面存档备份，存于） official U.S. House website
- Marie Gluesenkamp Perez for Congress （页面存档备份，存于） campaign website
- 美國國會國家人物傳記大辭典中的傳記
- 由華盛頓郵報維護的投票記錄
- 智慧投票计划中的傳記、投票紀錄及利益集團評級
- 聯邦選舉委員會中的競選財務報告和數據
- C-SPAN內的頁面（英文）